# 罗恩·马斯特斯
罗恩·马斯特斯（英語：Ron Masters，1913年4月20日—1972年3月6日），澳大利亚男子跳水运动员。他曾代表澳大利亚参加1938年英联邦运动会跳水比赛，获得一枚金牌和一枚银牌。他也曾参加1936年夏季奥运会。